# ألان باتريك هربرت
ألان باتريك هربرت (24 سبتمبر 1890 - 11 نوفمبر 1971) (بالإنجليزية: Sir Alan Patrick Herbert) روائي وكاتب مسرحي وناشط إصلاحي إنجليزي، قاد حملةً لإصلاح قوانين بلاده التي عفا عليها الزمن وقُلد بعدد من الأوسمة منها وسام رفيق الشرف الإنجليزي.

## مسيرته
ألان باتريك هربرت كاتبٌ فكاهي وروائيٌ وناشطٌ لإصلاح القانون بالإضافة لكونه عضوًا مستقلاً في البرلمان بجامعة أكسفورد. اشتُهر بضغطهِ القوي لتعديل قوانين الطلاق في إنجلترا، كما انتقد الشذوذ في قوانين الطلاق في البلاد من خلال نشره لروايةٍ دعائيةٍ علنية بعنوان الطريق المسدود المقدس.
بدأ ألان مسيرتهُ المهنية في سنٍ مبكرةٍ، حيث قدم العديد من المساهمات في مجلة بانش الفكاهية عندما كان لا يزال طالبًا، وكتب أيضًا العديد من المسلسلات الكوميدية والمسرحيات الموسيقية وكتب الأطفال مثل Riverside Knights، وBless the Bride، وBig Ben، وقد لاقت جميعها نجاحًا كبيرًا.
أَلْفَ ألان أكثر من خمسين كتابًا في حياته، وكان لديه افتتان للساعات الشمسية والتقنية الشمسية، مما دفعه إلى كتابة ونشر كتابٍ عنها عام 1967، حيث وصف الأنواع المختلفة من الساعات الشمسية، وكيف صُممت وصمم عددًا من الطرز المختلفة منها، بما في ذلك بعض النماذج التي لم تستطع تحديد التوقيت المحلي فحسب، بل تحديد موقعك على الأرض.
حصل ألان على وسام رفقاء الشرف في عام 1970، وهو واحدٌ من أعلى درجات الشرف في إنجلترا، حيث مُنح لإنجازه المتميز.

## روابط خارجية
- ألان باتريك هربرت على موقع أوليمبيديا (الإنجليزية)
- ألان باتريك هربرت على موقع الموسوعة البريطانية (الإنجليزية)
- ألان باتريك هربرت على موقع ميوزك برينز (الإنجليزية)
- ألان باتريك هربرت على موقع ميوزك برينز (الإنجليزية)